# Культура сетчатой керамики
Культура сетчатой (текстильной, ложнотекстильной, псевдотекстильной) керамики (КСК) — археологическая культура позднего бронзового века (период с ≈ 1700 г. до н. э. до ≈ 600 г. до н. э.), занимавшая северо-восток Европы от устья Камы до Ботнического залива.
Носители культуры считаются предками прибалтийских и волжских финнов. С КСК связывают распространение финно-волжских языков.

## Хозяйство и культура

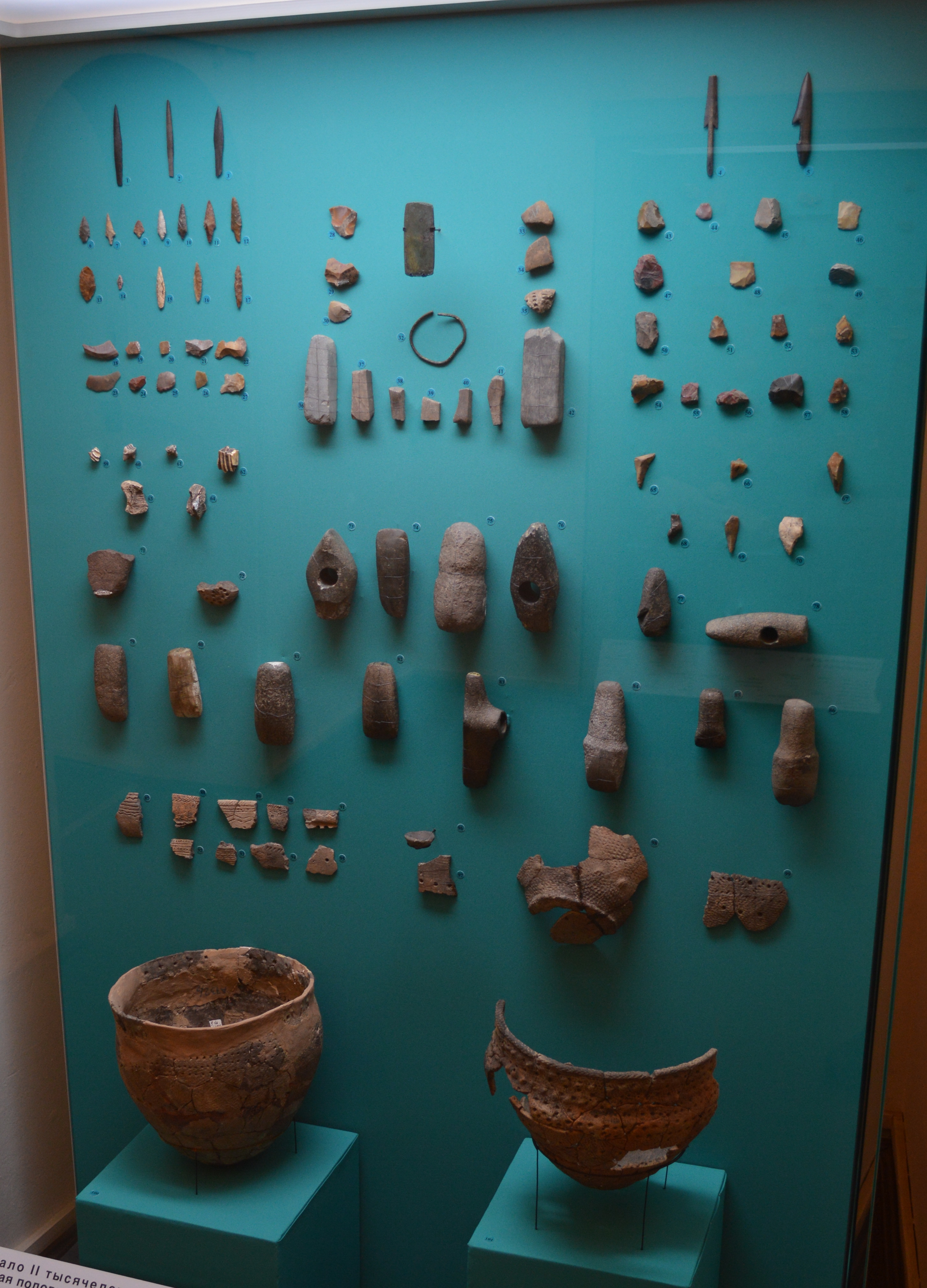
Артефакты культуры сетчатой керамики

Первоначально носители культуры жили охотой и рыболовством. Анализ состава нагаров пищи на посуде не подтвердил наличия у раннего населения скотоводства либо земледелия. На стоянках преобладают достаточно архаичные варианты кремнёвых стрел, которые были характерны для лесных охотников позднего каменного века. Лишь спускаясь на юг и достигнув Поочья, носители КСК переняли у местного населения элементы производящего хозяйства.
В плане инвентаря КСК (крайне разнообразная по локальным проявлениям) характеризуется керамикой, украшенной имитацией отпечатков грубых тканей и рыболовных сетей. Подобная «сетчатая» или «текстильная» керамика известна во многих регионах мира (Дальний Восток, Америка и т. д.). В рамках КСК встречаются нитчатые, рябчатые отпечатки и их сочетания. В. А. Городцов, впервые описавший сетчатую керамику в 1897 году, полагал, что сетчатый орнамент получали путём прикладывания текстиля к внешним стенкам горшков, однако впоследствии эта гипотеза была отвергнута. Отпечатки могли быть следствием технологии производства горшков. О. А. Лопатиной принадлежит гипотеза, что как минимум рябчатый отпечаток давало прокатывание сердцевины еловой шишки по поверхности сосуда перед обжигом; подмечено, что южная граница распространения сетчатой керамики в рассматриваемый период соответствует южной границе ареала ели.
На самом раннем этапе грунтовые могильники (со следами тризн неподалёку) размещались рядом с поселениями. В начале 1-го тыс. до н. э. в Волжско-Окском междуречье продолжался переход от ингумации к кремации (характерной для позднейших дьяковской и городецкой культур), который начался, вероятно, ещё в рамках поздняковской культуры. За исключением трёх трупоположений, могильники или следы трупосожжения в этот период не известны; не исключено, что носители культуры отдавали покойников воде или же практиковали воздушное погребение. Соответственно, отсутствие костных останков не позволяет судить о физическом облике и генетике племён данной культуры.
Поселения были небольшими, состояли из наземных построек на основе плетней либо полуземлянок и строились в основном у речных и озёрных берегов. При переходе от бронзы к железу, как и в других регионах, картина расселения меняется: племена обосновываются (вероятно, из-за участившихся при смене климата разливов рек) на высоких мысовидных всхолмлениях, где позднее возникнут дьяково-городецкие городища.

## Происхождение и эволюция

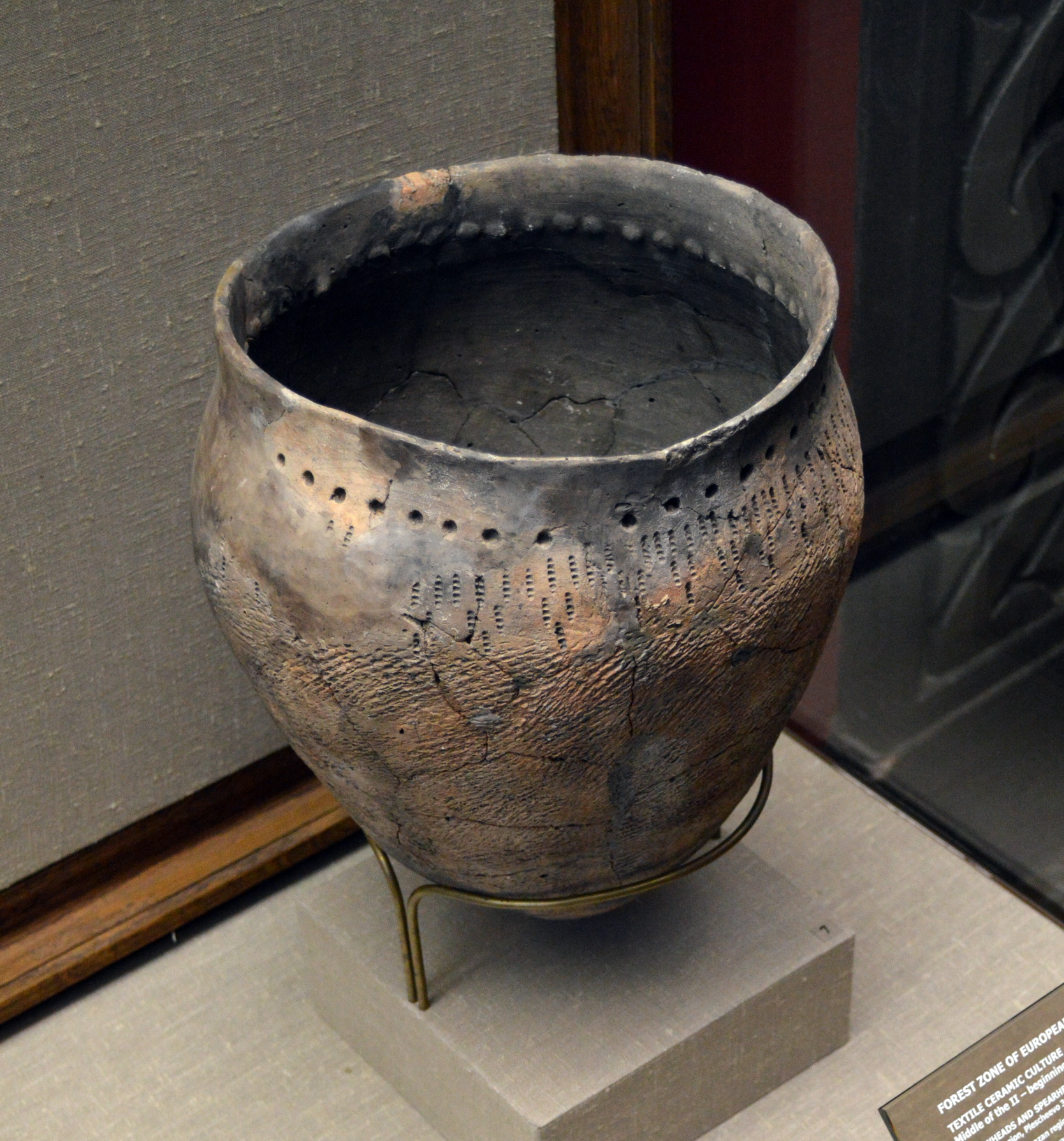
Характерный образец керамики

Ареал КСК соответствует зоне распространения финно-угорских топонимов и гидронимов. По-видимому, культура сложилась после миграции в Европу финно-угров («сейминско-турбинский феномен») и включила элементы аборигенных неолитических культур (ямочно-гребенчатой керамики, волосовской). В междуречье Оки и Волги заместила индоевропейскую фатьяновскую культуру.
Финно-угры продвигались по берегам рек на запад и юг, вытесняя остатки скотоводов-индоевропейцев: фатьяновцев и абашевцев, причём археологические источники свидетельствуют об ожесточенной борьбе между коренными жителями и пришельцами. Успешное замещение финскими пришельцами раннескотоводческих племён объясняется, возможно, тем, что по крайней мере в Поочье у пришельцев были более гибкие формы хозяйства с использованием земледелия, тогда как индоевропейцы переживали кризис из-за неблагоприятных для животноводства климатических изменений.
В середине 2-го тыс. до н. э. КСК соседствовала на юге с поздняковской культурой (которую иногда относят к срубной культурно-исторической общности), заимствовала некоторые её черты и в итоге ассимилировала её.
При распаде зоны КСК на Средней Волге возникли ананьинская и родственные ей культуры, в бассейне Сухоны и Поонежье — позднекаргопольская культура (при участии аборигенного дофинского населения), а на Верхней Волге (при смешении с поздняковцами) — дьяковская (запад) и городецкая (восток) культуры.